# منتخب ليختنشتاين تحت 17 سنة لكرة القدم
منتخب ليختنشتاين تحت 17 سنة لكرة القدم (بالألمانية: Liechtensteinische Fussballnationalmannschaft) هو ممثل ليختنشتاين الرسمي في المنافسات الدولية في كرة القدم في فئة كرة قدم تحت 17 سنة للرجال، يديريه اتحاد ليختنشتاين لكرة القدم.